# Harrison Bay
Harrison Bay är en vik i Kanada.   Den ligger i provinsen British Columbia, i den södra delen av landet, 3 500 km väster om huvudstaden Ottawa.
I omgivningarna runt Harrison Bay växer i huvudsak barrskog. Runt Harrison Bay är det ganska tätbefolkat, med 248 invånare per kvadratkilometer.